# Men varför är du så förskräckt för Gud
Men varför är du så förskräckt för Gud är en psalmsång av Carl Lundgren. Den har fyra fyraradiga verser är försedd med något längre strofer än hans övriga texter. 
Psalmen har ingen refräng eller kör. I Hjärtesånger 1895 publicerades texten av utgivaren Emil Gustafson med bibelcitatet "Skulle väl jag hafva lust till den ogudaktiges död? säger Herren" ur Hesekiel 18.

## Publicerad i
- Hjärtesånger 1895 som nr 18 med titeln "Guds röst" under rubriken "Väckelse- och Inbjudningssånger".